# Archicebus achilles
Archicebus achilles là một động vật linh trưởng hóa thạch đã sinh sống trong các khu rừng Eocene sớm (~ 55 triệu năm trước) mà ngày nay là tỉnh Hồ Bắc ở miền trung Trung Quốc. Loài duy nhất trong chi Archicebus và họ Archicebidae, đó là một động vật linh trưởng nhỏ, ước tính nặng khoảng 20-30 gram (0,71-1,1 oz). Năm 2013, đó là bộ xương động vật linh trưởng hóa thạch lâu đời nhất được phát hiện.
Loài này có thể đã có các chi mảnh mai và một cái đuôi dài, có khả năng sống hoàn hảo trên cây vào ban ngày, với thức ăn chủ yếu là côn trùng. Giống với tinh tinh, ngón chân cái của Archicebus achilles nằm đối diện với các ngón chân còn lại, giúp nó bám chắc vào cành cây.
Bộ xương loài Archicebus achilles khác hoàn toàn với bất kể các loài linh trưởng nào, bất kể cá thể sống hay hóa thạch từng được biết đến trước đó. Đây là bộ xương loài linh trưởng lâu đời và hoàn thiện nhất so với hóa thạch các loài linh trưởng nguyên thủy từng được phát hiện.
Phát hiện này ngoài việc giúp giải mã những mắt xích còn thiếu, việc phát hiện bộ xương linh trưởng ở Trung Quốc còn góp phần ủng hộ quan điểm cho rằng, châu Á mới thực sự là cái nôi của các loài linh trưởng, chứ không phải châu Phi như các tài liệu trước đây.